# Jeongol
Jeongol es una categoría de estofados o cazuelas elaborados en la gastronomía de Corea. El jeongol es parecido al tipo de guisos coreanos llamado jjigae, con la importante diferencia de que estos suelen hacerse con un solo ingrediente principal y se llaman por él, como en el caso del gimchi jjigae o el sundubu jjigae, mientras el jeongol cuenta generalmente con una variedad de ingredientes principales. Una diferencia adicional es que el jeongol, como el gujeolpan, era originalmente un plato para la clase alta coreana y los miembros de la corte real, mientras el jjigae era un plato más simple para los comuneros.
El jeongol suele contener ternera o marisco en trozos, verdura, champiñones y otros condimentos, que se cuecen con una pequeña cantidad de caldo en un jeongolteul (전골틀, olla plana usada para este fin). También puede incluir mandu (dumplings). Algunas recetas de jeongol son picantes y contienen gochujang o pimiento chile en polvo, aunque estos ingredientes pueden omitirse. El tipo de caldo empleado cambia según el tipo de jeongol que se prepare.

## Variedades
- Sinseollo (신선로), un tipo de jeongol antiguamente servido en la cocina de la corte real coreana;[2]
- Haemul jeongol (해물전골), hecho con marisco;[2]
  - Nakji jeongol (낙지전골), con pulpo pequeño;[2]
- Sogogi jeongol (소고기전골), con ternera pero sin marisco;[2]
- Mandu jeongol (만두전골), con mandu;[3][4][5]
- Dubu jeongol (두부전골), con tofu;[2]
- Beoseot jeongol (버섯전골), con champiñones;[2]
- Gopchang jeongol (곱창전골), con asadura de ternera.[2]